# Alexander Crum Brown
 Alexander Crum Brown (26 de març de 1838 - 28 d'octubre de 1922) fou un químic orgànic escocès, especialment conegut per les seves contribucions a l'establiment de les fórmules estructurals.
Nascut a Edimburg, estudià al Royal High School d'aquesta ciutat i després al Mill Hill School de Londres. Posteriorment entrà a la Universitat d'Edimburg, on obtingué el màster (M.D.) en Medicina el 1861 i l'any següent fou el primer estudiant a doctorar-se en Ciències a la Universitat de Londres. Des de 1869 fins a la seva jubilació el 1908 fou catedràtic de Química de la Universitat d'Edimburg, càtedra que avui dia porta el seu nom. El 1879 fou nomenat membre (fellow) de la Royal Society i de 1891 a 1893 fou president de la Chemical Society.
El 1862 feu una estada a Alemanya on estudià química amb Robert Bunsen a Heidelberg i Hermann Kolbe a Marburg, on probablement col·laborà en la primera síntesi de l'àcid adípic.
En la seva tesi, ja s'ocupà de l'aplicació de les matemàtiques a la química, que és un tema que l'interessarà sempre, i desenvolupa representacions gràfiques de les fórmules estructurals que, en essència, encara s'empren avui dia. Inicialment proposà representar els àtoms per cercles que contenien el símbol amb un nombre de línies que n'expressaven la valència; la unió entre els àtoms, els enllaços químics, els representà primer per línies de punts i després per contínues, com encara es fa avui dia. El 1865 fou el primer a representar els dobles enllaços per dues línies paral·leles.
El 1864 publicà un article important sobre la teoria dels isòmers, en què discutia diferents tipus d'isomerisme, molt en concret els dels àcids fumàric i maleic. Entre altres aportacions fetes per Brown al camp de la química pot citar-se una regla sobre la posició que ocupen els grups entrants en reaccions de substitució de derivats fenílics monosubstituïts

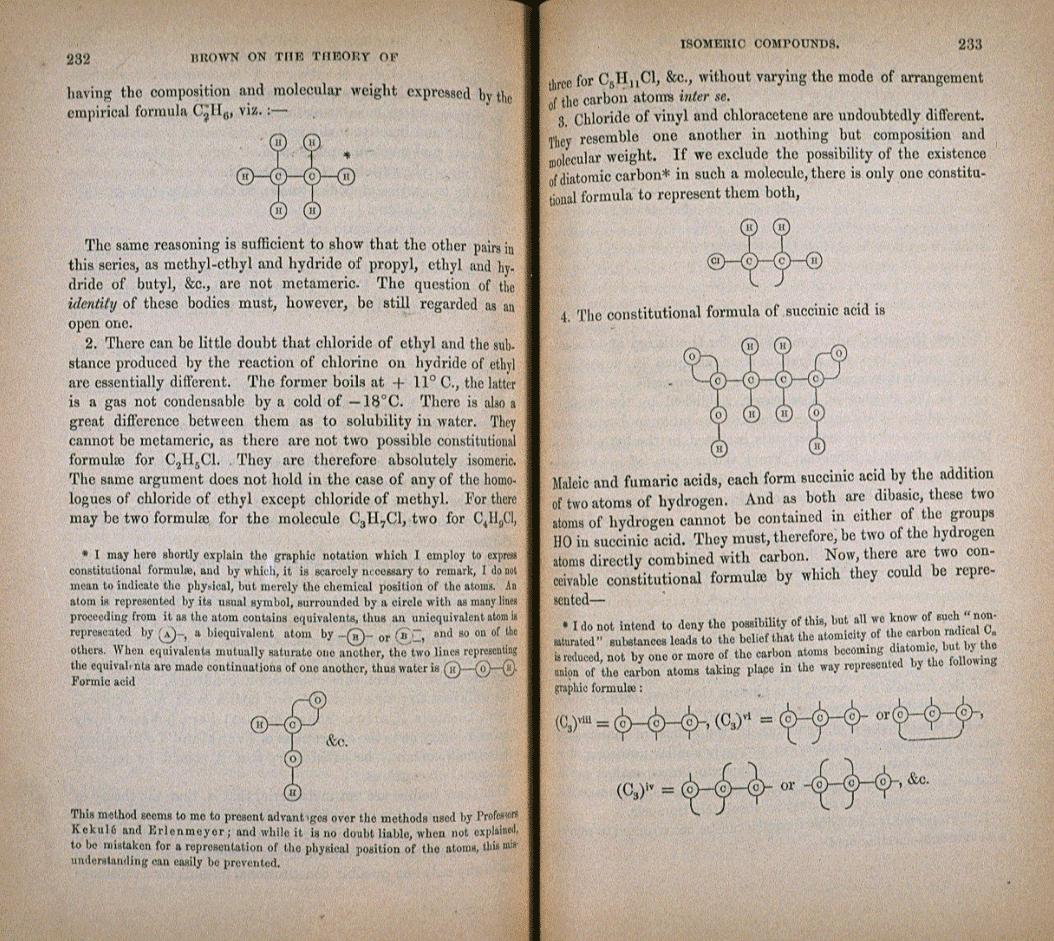
Article sobre l'isomerisme

Alexander Crum Brown feu, també, aportacions interessants al camp de la fisiologia; en concret estudià les diverses sensacions de vertigen i les va relacionar amb el moviment del líquid en els canals semicirculars de l'oïda interna.